# Pinatubo
Pinatubo är en mycket aktiv stratovulkan belägen i Cabisulanbergen på ön Luzon i Filippinerna.
I juni 1991 hade vulkanen ett kraftigt utbrott (ett av de kraftigaste på 1900-talet med styrka 6 VEI-skalan) som medförde stora utsläpp av svaveldioxid med påverkan på solinstrålningen och därmed klimatet över stora delar av jorden. Innan dess hade vulkanen inte haft ett utbrott på 450-500 år. En evakuering av tiotusentals människor genomfördes före utbrottet som skadade de omgivande områdena hårt genom pyroklastiskt flöde, asknedfall och senare också laharer orsakade av kraftigt regn. 
Före utbrottet 1991 täcktes berget av tät skog. Där levde tusentals människor av Aeta-folket, som hade flytt från låglandet till berget under spanjorernas erövring av Filippinerna.

## Utbrottet 1991

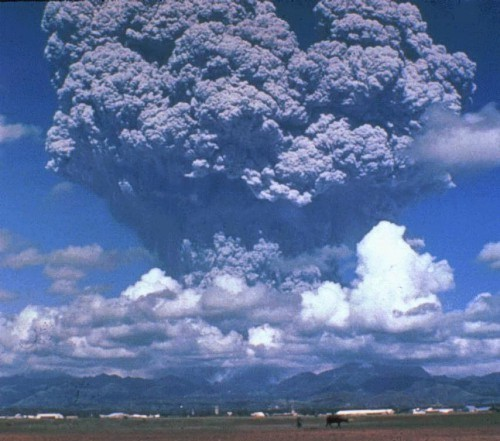
Pinatubos utbrott under 1991.

Vulkanens utbrott den 15 juni 1991 var det näst största under 1900-talet efter vulkanen Novaruptas utbrott 1912 i Alaska. Utbrottet kastade ut ungefär 10 miljarder ton magma, 20 miljoner ton koldioxid och mest luftburna partiklar upp i stratosfären sen Krakatau 1883. Molnplymen steg upp till 35 km i atmosfären.
Den 16 juli 1990 drabbades Luzon av en jordbävning med magnituden 7,7 som var den största det året. Epicentret var omkring 100 km nordost om Pinatubo och vulkanologer misstänker att denna jordbävning kan ha samband med utbrottet. 
Den 15 mars 1991 kom det fler jordbävningar som ökade under de kommande två veckorna. Det blev uppenbart att någon form av vulkanisk aktivitet var på gång. Den 2 april vaknade vulkanen i freatiska utbrott som fortsatte under flera veckor och hundratals små jordbävningar registrerades av seismografer varje dag. Forskarna registrerade att den vulkaniska aktiviteten ökade under maj. Utsläpp av koldioxid ökade från 500 ton per dag den 13 maj till 5 000 ton per dag den 28 maj. Dessa tecken antydde att det var en kolumn av ny stigande magma under vulkanen. Efter den 28 maj sjönk utsläppen av koldioxid kraftigt som tydde på att magmans avgasning hade blockerats på något sätt och att trycket i magmakammaren byggdes upp. Forskarna befarade att utbrottet skulle bli explosivt. Det första magmatiska utbrottet kom den 3 juni och den första stora explosionen den 7 juni skapade ett 7 km högt askmoln. Explosionen var 14 000 gånger kraftigare än atombomben H som avändes i det andra världskriget. Det filippinska institutet för vulkanologi och seismologi utfärdade en varning att det inom två veckor kunde komma ett stort utbrott.

### Global påverkan på klimatet

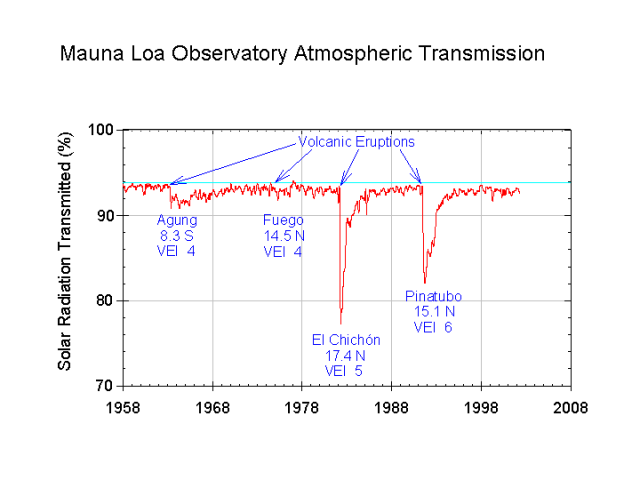
Mätvärden Mauna Loa från 1958 till 2008

Det kraftfulla utbrottet tillförde stora mängder av aerosoler, dammpartiklar och svaveldioxid till stratosfären. Dessa ämnen bildade en dimma som reflekterade och absorberade en del av solinstrålningen. Solinstrålningen till jordytan minskade med ungefär 10 % (se figur). Detta ledde till att temperaturen på norra halvklotet sjönk med 0,5–0,6 °C och globalt sett ungefär 0,4 °C . Samtidigt ökade temperaturen i stratosfären med flera grader p.g.a. den absorberade solinstrålningen. Dimman dröjde kvar i stratosfären i tre år efter utbrottet.
Utbrottet sänkte även halten av ozon i atmosfären. Man uppmätte de lägsta halterna av ozon mellan vändkretsarna och ozonhålet över Antarktis var det största uppmätta fram till dess. Till dessa låga värden av ozonhalten bidrog även ett utbrott på Mount Hudson i Chile i augusti 1991.

## Senare utbrott
Efter utbrottet 1991 har vulkanen haft ytterligare två utbrott, 9 juli – 30 oktober 1992 och februari – juli 1993.

## Se även

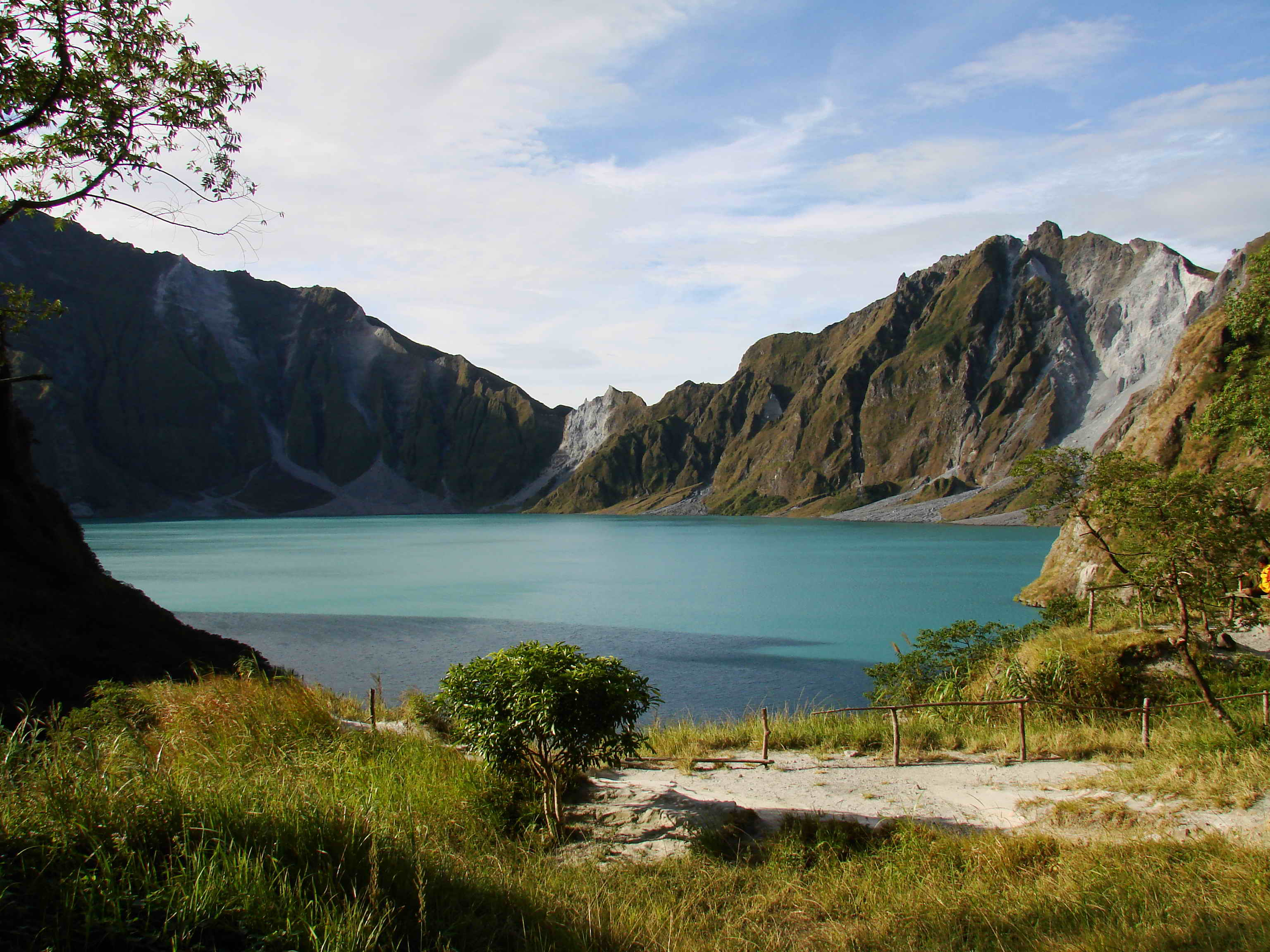
Kratern, Lake Pinatubo, som bildades efter utbrottet 1991, foto från 2008.

### Vulkanutbrott
- Thera 1625 f.Kr VEI7
- Samalas 1257  VEI7
- Hōeiutbrottet 1707
- Laki 1783  VEI6
- Tambora 1815  VEI7
- Krakatau 1883  VEI6
- Novarupta 1912  VEI6+
- Mount St Helens 1980 VEI5
- Pinatubo 1991 VEI6